# Rudolf Dahms (Philologe, 1839)
Rudolf Dahms (vollständiger Name Rudolf Victor Dahms, * 25. Februar 1839 in Feldberg, Kreis Osthavelland; † 22. Dezember 1917 in Berlin-Wilmersdorf) war ein deutscher Klassischer Philologe und Gymnasiallehrer. Er beschäftigte sich besonders mit der griechischen Literatur.

## Leben
Rudolf Dahms war der Sohn von Ferdinand Dahms (1809–1892) und Antonie geb. Glupe (1810–1891). Sein Vater war Rektor in Lindow, ab 1838 zweiter Prediger (Diakonus und Rektor) in Fehrbellin und ab 1841 dritter Prediger an der Georgenkirche in Berlin, wo Rudolf Dahms mit drei Schwestern und einem Bruder aufwuchs.
Rudolf Dahms besuchte das Berlinische Gymnasium zum Grauen Kloster und studierte nach der Reifeprüfung (25. September 1856) Evangelische Theologie, und zwar im Wintersemester 1856/57 an der Berliner Universität und in den folgenden zwei Semestern an der Universität Bonn. Nach seiner Rückkehr nach Berlin wechselte er von der Theologie zur Philologie und strebte das Lehramt an. Zwei Semester lang war er Mitglied des philologischen Seminars unter August Boeckh und Moriz Haupt; außerdem nahm er an Vorlesungen und Übungen des Philosophen Friedrich Adolf Trendelenburg teil. Am 11. Dezember wurde er mit einer Dissertation über den Lebenslauf des attischen Tragikers Aischylos zum Dr. phil. promoviert. Die Staatsprüfung für das höhere Lehramt bestand er am 6. August 1861 und erhielt die unbeschränkte Lehrbefugnis in den Fächern Latein, Griechisch, philosophische Propädeutik und Deutsch sowie im Französischen bis zur Quarta.
Das Probejahr im preußischen Schuldienst absolvierte Dahms ab dem 1. Oktober 1861 am Gymnasium in Landsberg an der Warthe. Anschließend ging er als wissenschaftlicher Hilfslehrer an das Französische Gymnasium Berlin, wo er am 1. April 1864 eine Festanstellung als ordentlicher Lehrer erhielt. In seiner Zeit an dieser Schule vervollkommnete Dahms seine Kenntnisse des Französischen, so dass er am 12. November 1867 in einer Nachprüfung die volle Lehrberechtigung (für alle Klassen) in diesem Fach erwerben konnte. Zum 1. Oktober 1867 war er an das Berliner Sophien-Gymnasium gewechselt. Am 3. Februar 1868 erhielt er für die Zeit vom 1. April 1868 bis zum 1. April 1869 ein staatliches Stipendium für eine ausgedehnte Reise nach Frankreich, für die er ein Jahr lang beurlaubt wurde. Zum 1. Oktober 1875 wechselte er als Oberlehrer an das neugegründete Askanische Gymnasium in Berlin-Tempelhof, an dem er bis zum Ende seiner Berufslaufbahn blieb. Am 31. Januar 1884 erhielt er den Titel eines Gymnasialprofessors, am 17. Februar 1904 den Roten Adlerorden 4. Klasse. Bei seinem Eintritt in den Ruhestand am 1. Oktober 1909, nach 48 Jahren im preußischen Schuldienst und 34 Jahren am Askanischen Gymnasium, erhielt er den Kronen-Orden 3. Klasse.
Rudolf Dahms war mit Elise Anna Helene Keferstein (1835–1935) verheiratet. Das Paar hatte drei Töchter und zwei Söhne, darunter Rudolf Dahms, der wie sein Vater Klassische Philologie studierte und Gymnasiallehrer wurde.

## Wissenschaftliches Werk
Rudolf Dahms veröffentlichte außer seiner Doktorarbeit über den Lebenslauf des Aischylos noch zwei Schulprogramme, in denen er sich mit den Reden des Demosthenes und mit den homerischen Epen beschäftigte. Darüber hinaus gab er im Rahmen der Herder-Gesamtausgabe von Bernhard Ludwig Suphan Herders Schulschriften heraus.

## Schriften (Auswahl)
- De Aeschyli vita. Berlin 1860 (Dissertation) UB Eichstätt-Ingolstadt
- Studia Demosthenica. Berlin 1866 (Schulprogramm) urn:nbn:de:hbz:061:1-473362
- Philologische Studien zur Wortbedeutung bei Homer. Berlin 1884 (Schulprogramm) urn:nbn:de:hbz:061:1-473123
- Herders sämmtliche Werke. Band 30: Schulreden. Schulbücher. Berlin 1889